# Viola kupcokiana
Viola kupcokiana är en violväxtart som beskrevs av Wilhelm Becker. Viola kupcokiana ingår i släktet violer, och familjen violväxter. Inga underarter finns listade i Catalogue of Life.